# Feuer

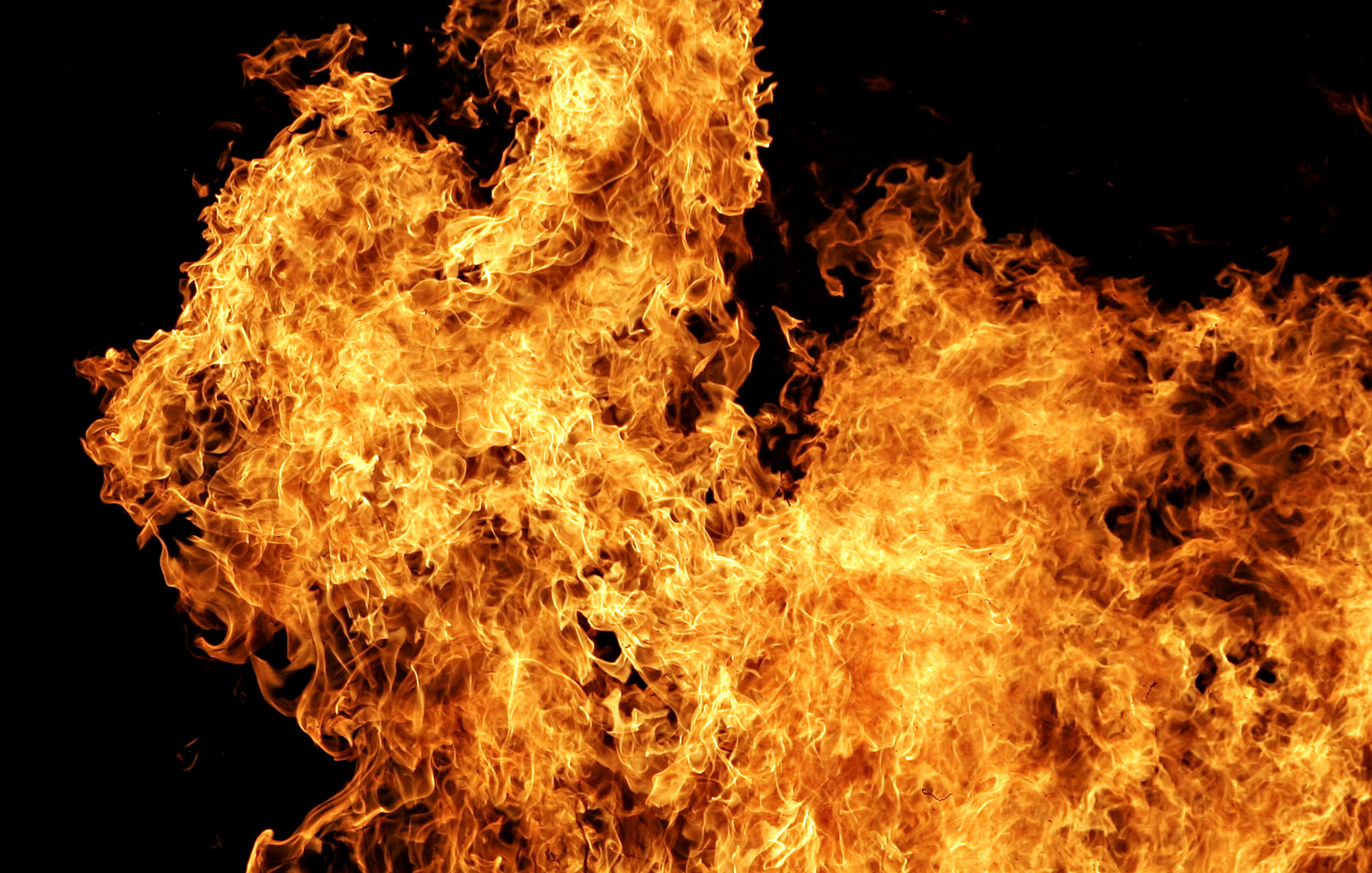
Feuer

Das Feuer (von gleichbedeutend mittelhochdeutsch viur, althochdeutsch fiur) bezeichnet „die sichtbare Erscheinung einer Verbrennung“ unter Abgabe von Wärme und Licht, wobei ein Feuer „je nach Aggregatzustand des brennbaren Stoffes […] als Flamme und/oder Glut auftreten“ kann. Voraussetzungen für das Entstehen und das Aufrechterhalten eines Feuers sind vier Dinge: ein brennbarer Stoff, Sauerstoff und die Mindesttemperatur für die Verbrennung sowie das richtige Mengenverhältnis von brennbarem Stoff zum Sauerstoff.
Als Umweltfaktor spielen regelmäßige Brände in den meisten Biomen der Erde eine wichtige Rolle. Waldbiome trockener Regionen (viele tropische Savannen und alle subtropischen Hartlaubbiome) gelten als Feuerklimax, da ihre Entstehung und Erhaltung zwingend vom Feuer abhängig ist. Diese Zusammenhänge einschließlich des anthropogenen Einflusses werden von der Feuerökologie untersucht.
Die Erzeugung von Feuer durch den Menschen zählt zu den Kulturtechniken. Die Nutzung und zunehmende Beherrschung des Feuers war ein wichtiger Faktor der Menschwerdung und ist mindestens seit dem Jungpaläolithikum ein Bestandteil aller Kulturen.

## Chemisch-physikalischer Hintergrund

Verbrennungsdreieck

Chemisch gesehen ist Feuer eine Oxidationsreaktion mit Flammenerscheinung. Dies ist eine exotherme Reaktion, das heißt, dass mit Feuererscheinung verlaufende Reaktionen mehr Energie in Form von Wärme an die Umgebung abgeben, als zum Entzünden benötigt wird. Feuer ist heiß, weil die Umwandlung der relativ schwachen Doppelbindung im Sauerstoffmolekül, O2, in die stärkeren Bindungen in den Verbrennungsprodukten (Kohlenstoffdioxid und Wasser) Energie freisetzt (418 kJ pro 32 g O2); die Bindungsenergien im Brennstoff spielen nur eine untergeordnete Rolle.
Zur Entfachung bzw. Aufrechterhaltung eines Feuers werden allgemein ein brennbarer Stoff, ein Oxidationsmittel und Zündenergie (Wärme, mechanische Funken, Elektrizität) benötigt. Dieser Zusammenhang kann in einem Verbrennungsdreieck anschaulich dargestellt werden. Mangelt es an einer der drei Komponenten, kann kein Feuer entstehen bzw. erlischt es. Dies kann man sich zur Brandbekämpfung zunutze machen.
Bei der Verbrennung von organischen Materialien werden beispielsweise Kohlenwasserstoffe mit dem Oxidationsmittel Sauerstoff aus der Luft bei einer vollständigen Verbrennung zu Kohlenstoffdioxid und Wasser umgesetzt. Auch partielle Verbrennungen sind möglich, wobei Kohlenstoffmonoxid und andere, nur teilweise oxidierte Stoffe entstehen und nicht oxidierte Stoffe wie Ruß zurückbleiben können. Das Oxidationsmittel kann jedoch in manchen Fällen auch bereits dem Brennstoff beigemischt sein, beispielsweise in Form von Salpeter.
Da die entstehenden Verbrennungsgase aufgrund ihrer hohen Temperatur eine geringere Dichte haben als die umgebende Luft, steigen sie bei einer frei brennenden Flamme durch natürliche Konvektion nach oben (Kamineffekt). Der entstehende Unterdruck saugt von unten und von der Seite Frischluft an. Der darin enthaltene Sauerstoff erhält die weitere Verbrennung aufrecht. Bei extrem großen Feuern kann der so entstehende Luftzug Orkanstärke erreichen. Dieses Phänomen wird als Feuersturm bezeichnet.
Da in der Schwerelosigkeit die Dichteunterschiede keine Konvektion verursachen, ist die Zufuhr von neuem Sauerstoff gestört und nur durch Diffusion möglich, weshalb sich beispielsweise bei einer in einem Raumschiff brennenden Kerze nur eine relativ schwache und annähernd kugelförmige Flamme ausbildet.
Ist die natürliche Konvektion für den gewünschten Zweck nicht ausreichend, können bei technischen Anwendungen sowohl die Luftzufuhr als auch die Abfuhr der Verbrennungsgase auch künstlich erfolgen, beispielsweise mit Hilfe von Gebläsen (siehe auch Saugzug).
Das Licht des Feuers ist eine physikalische Erscheinung. Elektronen der erhitzten Teilchen erlangen kurzzeitig ein höheres Energieniveau und fallen nach kurzer Zeit unter Abgabe (spontaner Emission) von Energie in Form eines Lichtquants (Photons) auf ihre ursprünglichen Energieniveaus zurück. Nicht jede solche Emission ist für das menschliche Auge sichtbar, es entsteht auch Infrarotstrahlung (siehe Flammenfärbung).
Mit den chemischen und physikalischen Vorgängen in einem Feuer befasst sich die Verbrennungslehre.

## Wortherkunft
Das neuhochdeutsche Wort Feuer lässt sich – über mittelhochdeutsch und althochdeutsch fiur und älter fuir – zurückverfolgen bis zum bedeutungsidentischen indogermanischen peu̯ōr, pū̌r, Genitiv punés (vergleiche auch altgriechisch πῦρ/pyr, armenisch hur, hethitisch pahhur, gotisch fon und umbrisch pir).

## Feuernutzung durch Raubvögel in Australien
Auf natürliche Weise in Grasland entstandene Buschfeuer in Australien werden einem 2017 publizierten Forschungsbericht zufolge gelegentlich durch Schwarzmilane, Keilschwanzmilane und Habichtfalken verbreitet. Demnach ergreifen diese Vögel brennende Zweige in ihrem Schnabel oder ihren Klauen, fliegen mit ihnen davon und lassen sie an anderer Stelle fallen, so dass neue Brandherde entstehen. Daraufhin fliehen kleine Vögel, Eidechsen und Insekten vor dem Feuer und können von den Greifvögeln erbeutet werden.

## Prähistorische Feuernutzung
Feuer bot zugleich Wärme, Licht und Schutz vor Raubtieren. Es wurde schon früh für Brandrodungen genutzt. Rauch ermöglichte die unmittelbare Insektenabwehr und die Haltbarmachung von Fleisch/Fisch sowie die Honigjagd (Zeidlerei). Für die Besiedelung Europas und Nordasiens war die Feuernutzung wesentlich.
Die Zähmung von Wildfeuern (beispielsweise aus Blitzschlägen oder Erdbränden) und später die Kunstfertigkeit, Feuer zu entfachen, waren wichtige Schritte der Menschwerdung. Bei Zunahme der fleischlichen Ernährung, die für Homo habilis, mehr noch für Homo rudolfensis mit Veränderungen an Gebiss und Gehirn belegt ist, war die Verwertung dieser Nahrung durch Garen wesentlich effizienter. Erhitzung – durch Braten über offenem Feuer oder Kochen in heißen Quellen – erleichtert den enzymatischen Aufschluss der Nahrung und entlastet damit den Verdauungstrakt. Außerdem konnte Nahrung durch Räuchern länger haltbar gemacht werden (was anhand von Tierleichen nach einem Buschbrand oder sonstigem verbranntem Fleisch erlernt werden konnte). Das Erhitzen verringerte ferner die Belastung der Nahrung durch krankmachende Parasiten, Bakterien und Viren.
Gleichzeitig stellte die fortgesetzte Inhalation von Rauchgasen und Feinstaub eine erhebliche Gefahr für (chronische) Atemwegserkrankungen dar. Bei mangelhafter Entlüftung etwa infolge Schneewehen bestand zudem das Risiko einer desaströsen Kohlenstoffmonoxidvergiftung.
Die technologische Nutzung des Feuers ermöglichte seit dem Mittelpaläolithikum die Härtung von Holz und Stein, seit der Jungsteinzeit das Brennen von Ton oder Lehm zu Keramik und seit der Kupfersteinzeit zur Schmelze von Erzen.
Es wird erforscht, welchen Beitrag die Notwendigkeit, Feuerstellen zu bewachen und das Feuer zu bewahren sowie den Verzehr der Jagdbeute bis zum Abschluss des Garvorgangs aufzuschieben, zur Entwicklung der menschlichen Kommunikation geleistet hat.

### Alt- und Mittelsteinzeit
Sehr frühe archäologische Belege der Feuernutzung durch Australopithecina (vor 4–1,5 Millionen Jahren) ebenso wie durch Homo habilis (vor 2,5–2 Millionen Jahren) sind bis heute umstritten. Prominente Beispiele solcher zweifelhaften Belege sind Koobi Fora am Turkana-See (Kenia), Swartkrans (Südafrika), Yuanmou (China), Gongwangling-Stätte (China; vgl. Lantian-Mensch) und Pandalja 1 bei Pula (Kroatien). Die Indizien von Feuerstellen in Swartkrans bestehen im Grad der Erhitzung des Sediments, indem mittels Elektronenspinresonanz belegt wird, dass die Brenntemperatur in der Feuerstelle höher war als bei einem natürlichen Grasbrand. Ein weiterer umstrittener Fundplatz liegt im kenianischen Chesowanja, nahe dem Baringosee. Dort wurden Tierknochen und Oldowan-Werkzeuge neben über fünfzig verbrannten Lehmbrocken sowie eine feuerstellenähnliche Anordnung von Steinen gefunden.
Die ältesten gesicherten Feuerstellen, die zweifelsfrei durch Menschen (Homo erectus) angelegt wurden, stammen aus der Wonderwerk-Höhle in Südafrika und sind rund eine Million Jahre alt. Als Indiz dienen verbrannte Knochensplitter und Pflanzenreste tief im Inneren der Höhle. Eine Feuerstelle mit verbrannten menschlichen Nahrungsresten liegt auch von Gesher Benot Ya’aqov im Norden Israels vor, die mit Werkzeugen von Homo erectus in Verbindung steht und etwa 790.000 Jahre alt ist. Neben kleinformatigen gebrannten Steingeräten, deren räumliche Verteilung auf Feuerstellen schließen lässt, wurden hier auch verbrannte Reste essbarer Pflanzen gefunden: Wilde Gerste (Hordeum spontaneum) sowie Holz Wilder Olivenbäume (Olea europaea subsp. oleaster) und Wilder Weinreben (Vitis sylvestris). Viele Forscher gehen davon aus, dass die Besiedelung Ostasiens durch Homo erectus bzw. des nordalpinen Europa durch Homo heidelbergensis (synonym für den späten Homo erectus in Europa) vor etwa 600.000 Jahren nur mithilfe von Feuernutzung möglich war. Dennoch sind einige früher für Homo erectus angeführte Belege heute widerlegt, wie in der Höhle von Zhoukoudian (China), wo die Laminierung der Sedimentschichten mit Schluffen, organischen Partikeln und Holzkohlen stattdessen deren natürlichen Eintrag beweist.
Als älteste gesicherte Nachweise Europas gelten rund 400.000 Jahre alte Feuerstellen aus der englischen Beeches Pit, Terra Amata bei Nizza und Vértesszőlős in Ungarn. Die Fundplätze werden in mittelpleistozäne Interglaziale datiert, die mit den marinen OIS 9, 11 oder 13 gleichgesetzt werden, was bedeuten könnte, dass gerade in ausgeprägten Kaltzeiten die Nutzung von Feuer unterblieb. In denselben Zeithorizont sind Feuerstellen in der Qesem-Höhle in Israel zu stellen sowie ein 350.000 Jahre alter Befund aus der Tabun-Höhle.
Umstritten sind dagegen die Befunde vom thüringischen Fundplatz Bilzingsleben, wo „Holzkohlefeuer“ und erhitzte Travertinbrocken als Beleg eines Living floors beschrieben wurden. Andere Forscher gehen von umgelagerten Hölzern aus, die durch Waldbrände verkohlt wurden. Auch Manganausfällungen können infolge der Schwarzfärbung von Gesteinen wie Travertin die Existenz von Feuerstellen vorspiegeln. Kontrovers wird auch die Feuernutzung im niedersächsischen Schöningen diskutiert. Ein als „Bratspieß“ bezeichneter Fichtenholzstab im Umfeld der Schöninger Speere wurde möglicherweise bewusst im Feuer gehärtet, von anderen Autoren wird der kontrollierte Umgang mit Feuer an diesem etwa 300.000 Jahre alten Fundplatz jedoch bezweifelt. Die vermutete Feuerhärtung von Hölzern wird auch für die etwa gleich alte Lanzenspitze von Clacton-on-Sea und die eemzeitliche Lanze von Lehringen infrage gestellt.
Als gesichert gilt hingegen die Nutzung des Feuers im Bereich der Steinkreise in der Höhle von Bruniquel (vor rund 176.500 Jahren) durch Neandertaler; Beispiele aus dem Zeithorizont der „klassischen“ Neandertaler (vor rund 130.000 Jahren) liegen mit der Grotte XVI (Dordogne, Südwest-Frankreich), dem Abric Romaní (Spanien), dem Roc de Marsal (Frankreich) und aus Italien vor. Da es jedoch auch Lagerplätze aus diesen frühen Epochen gibt, an denen keine Belege für Feuerstellen gefunden wurden, ist ungeklärt, ob damals bereits gewohnheitsmäßig oder nur sporadisch Feuer entfacht wurde.
Feuerhärtung dominiert bei Homo sapiens seit 72.000 Jahren bei Steingeräten aus Hornstein wie Feuerstein, sie tritt seit 164.000 Jahren (Fundort Pinnacle Point in Südafrika) auf (Tempern von Feuerstein). Die älteste Pyritknolle als Teil eines steinzeitlichen Schlagfeuerzeugs wurde aus einer Brandschicht der württembergischen Vogelherdhöhle beschrieben, die der archäologischen Kultur des typischen Aurignacien zugeordnet wird und auf rund 32.000 Jahre datiert wird. Diese Knolle, deren Schichtzugehörigkeit wegen der ungenauen Ausgrabung im Jahr 1931 nicht zweifelsfrei erwiesen ist, wäre der mit Abstand älteste Beweis für das „Feuerschlagen“ und damit eines Feuerzeugs. Dazu gehört neben einer Pyrit- oder Markasitknolle im Weiteren ein Schlagstein (meist Feuerstein) und ein Stück Zunderschwamm (Fomes fomentarius) oder anderer Baumschwamm (zum Beispiel Birkenporling). Bei der Mehrzahl der archäologischen Funde ist jedoch unklar, ob es sich um Pyrit oder Markasit handelt, daher sollte der neutrale Begriff Schwefelkies verwendet werden. Weitere altsteinzeitliche Belege angeschlagener Schwefelkiesknollen gibt es aus Laussel (Schichtzuordnung unklar, Solutréen?) und aus dem belgischen Chaleux (Magdalénien). Solche „Feuerschlag-Sets“ sind in der Mittelsteinzeit und der jüngeren Vorgeschichte dann gehäuft gefunden worden. Gut datierte Belege aus der frühen Mittelsteinzeit liegen vom englischen Fundplatz Star Carr vor, wo sowohl Zunderschwamm als auch Markasit-Stücke gefunden wurden. Der Nachweis konnte auch durch Rückstände (Residuen) von Pyrit an Schlagsteinen nachgewiesen werden, wie in den spätmittelzeitlichen Fundplätzen Henauhof-Nord bei Bad Buchau und am Ullafelsen im Fotschertal.

### Nutzung aus Flächenbrandlegung
Die ältesten Hinweise auf gezielt gelegte Flächenbrände, die das Ökosystem langfristig veränderten, stammen aus dem Middle Stone Age von Malawi und sind rund 90.000 Jahre alt. Feuer wurden vermutlich bei der Treibjagd auf flüchtiges Wild eingesetzt; archäologische Indizien dafür gibt es allerdings nicht. Jedoch verwendeten die steinzeitlichen Ureinwohner Nordamerikas sowie Australiens vor Einflussnahme durch Europäer Feuer zur nicht-agrarwirtschaftlichen Landnutzung. Henry T. Lewis zählte etwa siebzig verschiedene Gründe für die Brandsetzung durch Indianer auf. Treibjagden auf größeres Wild scheinen durch Feuersetzungen nicht zu profitieren, dagegen können nach einem Flächenbrand zahlreiche Kleintiere (hauptsächlich durch Frauen) eingesammelt werden. Feuer wurde später (vermutlich ab der Jungsteinzeit) gezielt zur Rodung eingesetzt, um Agrarflächen zu schaffen.

### Jüngere Vorgeschichte
Im Zuge der Neolithisierung bildete das Feuer die Basis wichtiger Kulturtechniken, etwa des Brennens von Keramik (Töpferei) und der Metallschmelze (seit der Kupfersteinzeit). Die Standardmethode der Jungsteinzeit ist das „Schwefelkies-Feuerzeug“, wie an diversen Funden der Linearbandkeramischen Kultur belegt werden kann. „Markasit-Feuerzeuge“ sind auch während der Bronzezeit nachgewiesen.
Ab der Eisenzeit ersetzt nach und nach der Feuerstahl die Schwefelkiesknolle. Im Gräberfeld von Bescheid wurde im Hügel 78/2 ein Roteisenstein und eine Feuersteinklinge gefunden, was in dieser Kombination als Feuerzeug gedeutet wird.
Ahlenförmige Feuerstähle wurden unter anderem auf dem Nydamboot gefunden. In Norddeutschland sind während der Eisenzeit schiffchenförmige Quarzitobjekte bekannt, die ebenso wie Feuerstein zur Funkenproduktion dienen.
Die Funkenerzeugung in Verbindung von Eisen und Feuerstein bleibt bis in die Neuzeit die am weitesten verbreitete Art des Feuermachens in Europa. Dieses Prinzip wird auch beim Steinschloss-Prinzip der Flinten angewandt.

## Entfachen eines Feuers

Einwohner von Vanuatu beim Feuerpflügen

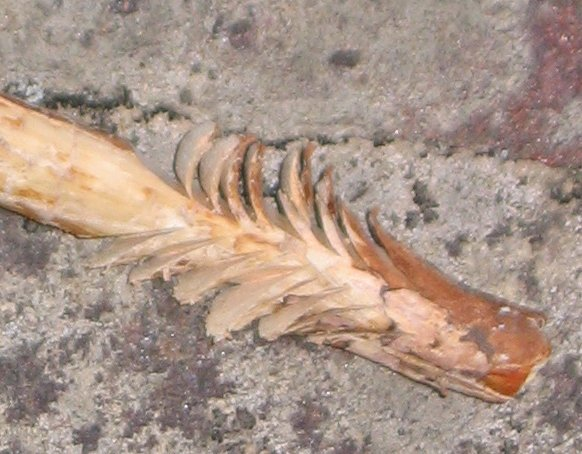
„Anfeuern“ mit aufgefächerten Astspänen

Soll ein Feuer entfacht werden, muss neben dem Vorhandensein von Brennstoff und Sauerstoff dafür gesorgt werden, dass genügend Sauerstoff an den Brennstoff gelangt und die Verbrennungsprodukte abziehen können (Kaminwirkung). Für das Entfachen ist eine Initialzündung notwendig, um die Zündtemperatur zu erreichen, wofür vorindustrielle Völker verschiedene Methoden kannten:
Reibung
Das technisch anspruchsloseste Verfahren zum Entfachen eines Feuers basiert auf dem Erzeugen von Hitze durch Reibung. Die einfachste Form besteht darin, zwei Stöcke aneinander zu reiben. Weitere Entwicklungen sind das Feuerpflügen, Feuersägen und Feuerbohren. Dabei wird glühender Holzstaub erzeugt, der anschließend auf ein Zundernest geschüttet werden kann, um eine Flamme zu entfachen.
Funkenschlag
Um Funken zu erzeugen, wird ein Funkenschläger wie Feuerstein gegen einen Funkenspender wie Pyrit, Markasit oder Feuerstahl geschlagen. Der Funke fällt dann auf einen Zunder wie Feuerschwamm. Ebenso eignet sich der Birkenporling. Andere Pilze, wie Kellertuch, Netzstieliger Hexen-Röhrling und Boviste (Lycoperdon bovista), müssen zuvor „nitriert“, das heißt in Salpeterlösung getränkt werden. Nitrierte Rohrkolbenwatte ist ebenfalls als leicht entzündliches Material geläufig. Ein Set aus Funkenschläger, Funkenspender und Zunder nennt man Schlagfeuerzeug.
Luftkompression
Dieses Verfahren wird in Hinterindien mit der Feuerpumpe angewandt.
Lichtbündelung
Mit Hilfe eines Brennglases (Lupe) oder eines Hohlspiegels kann Sonnenlicht auf einen Punkt fokussiert werden, sodass an dieser Stelle die Zündtemperatur von z. B. Holz oder Papier erreicht wird.
Geübte Menschen können ein Feuer mit solchen Methoden in etwa einer Minute entfachen; siehe dazu auch Survival. Heutzutage werden Feuer meist mit dem Feuerzeug oder mit Streichhölzern entfacht. Gegebenenfalls wird ein Fidibus verwendet, um unzugängliche Stellen zu entzünden.

## Frühe naturwissenschaftliche Konzepte
Im antiken Griechenland wurde dem von Heraklit aufgrund seiner ewig wandelbaren und anderes verwandelnden Eigenschaft als Grundelement des Universums angesehenen Element Feuer das Tetraeder als einer der fünf platonischen Körper zugeordnet. Feuer ist eines der Elemente sowohl der klassischen Vier-Elemente-Lehre (in der Alchemie mit der Quinta Essentia als fünftem platonischen Körper) als auch der chinesisch-japanischen Fünf-Elemente-Lehre.

## Religiöse Bedeutung

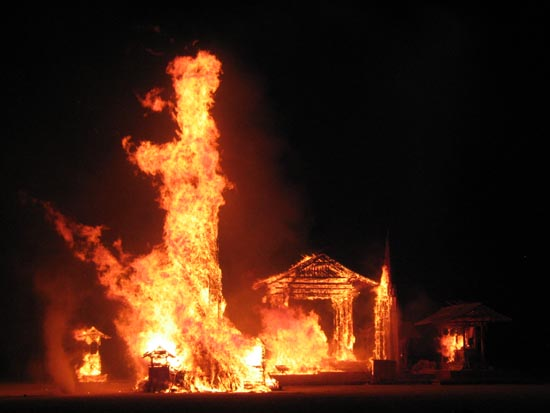
Burning Man Festival

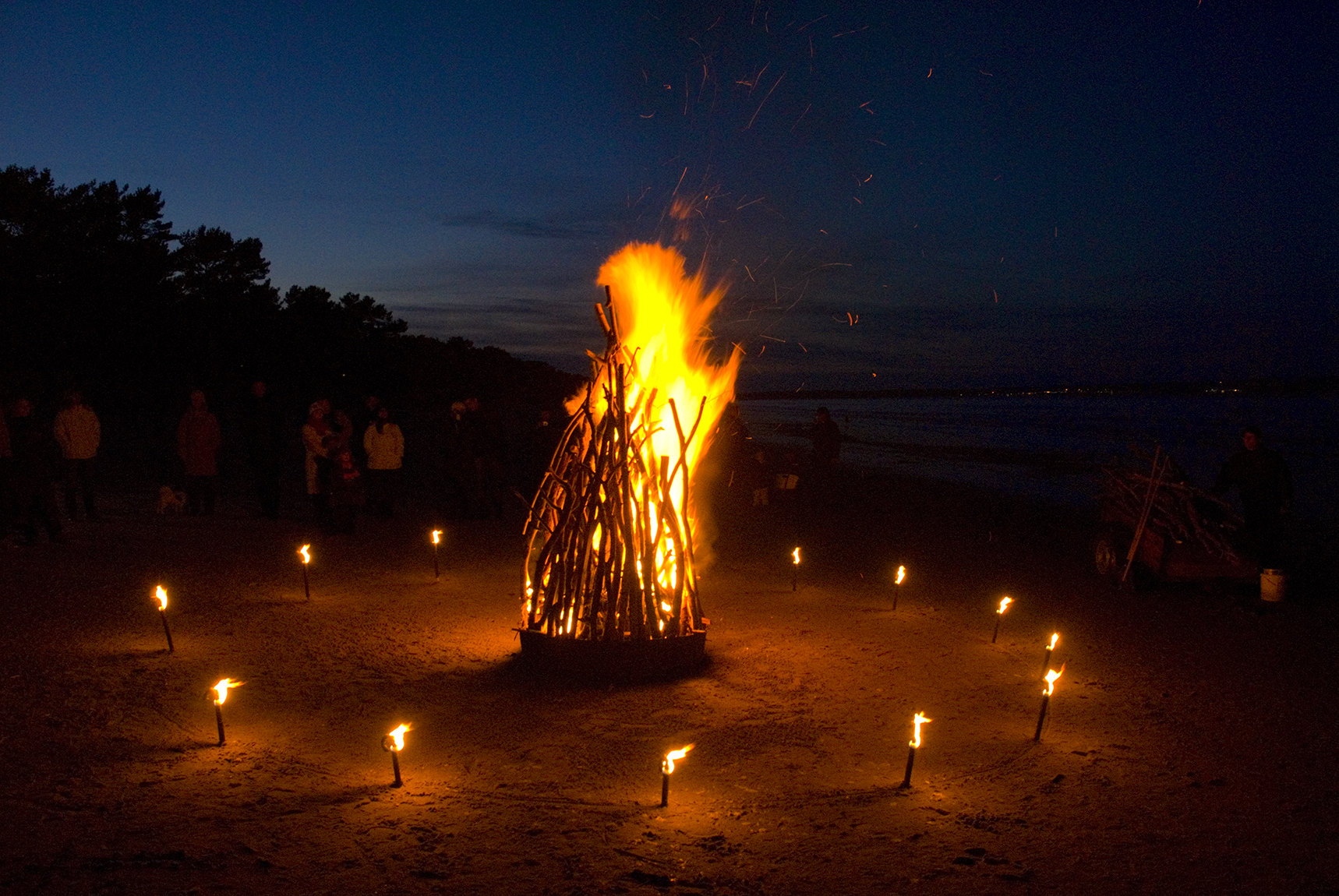
Osterfeuer am Strand von Binz auf Rügen

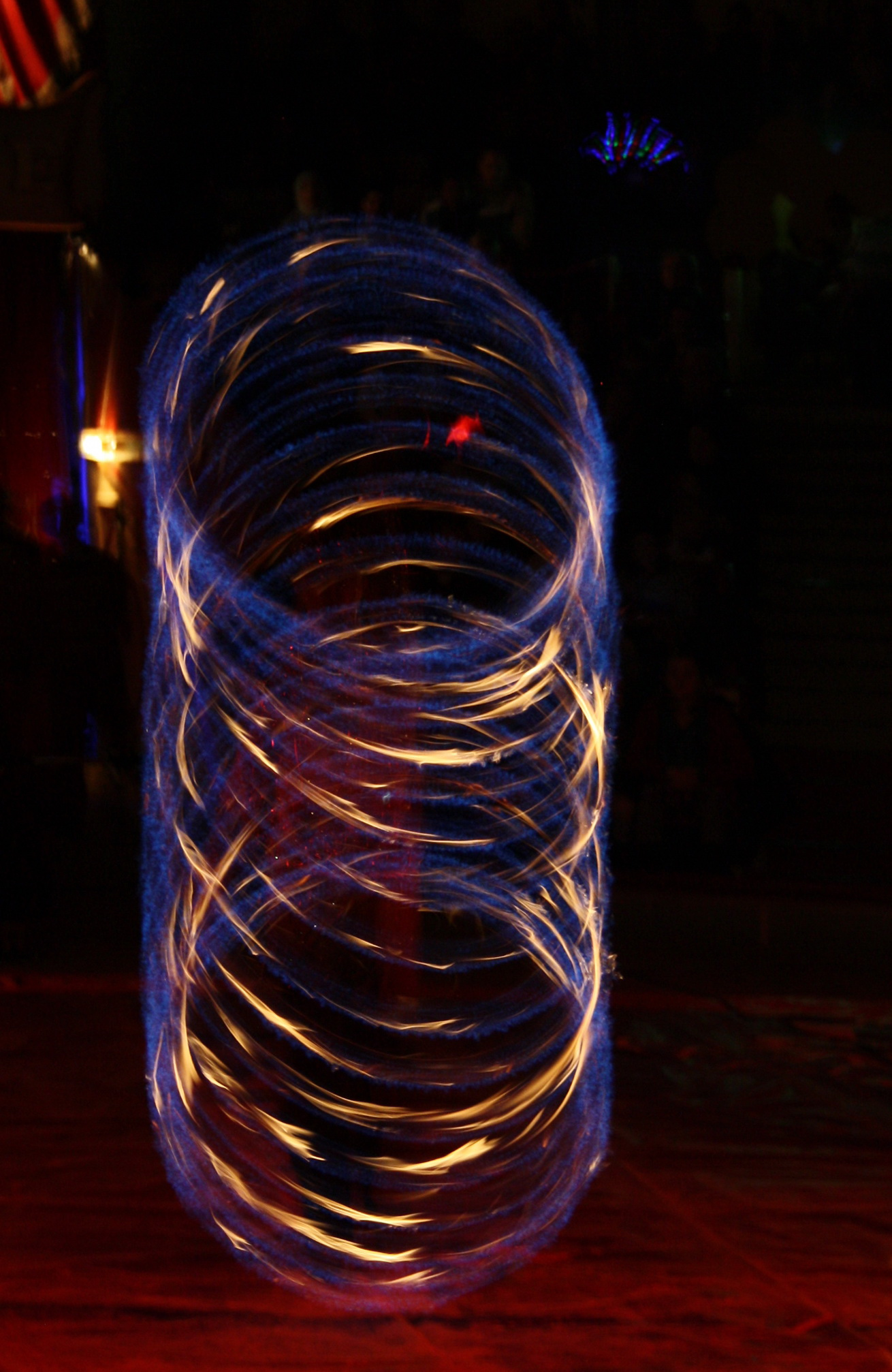
Feuerjongleur

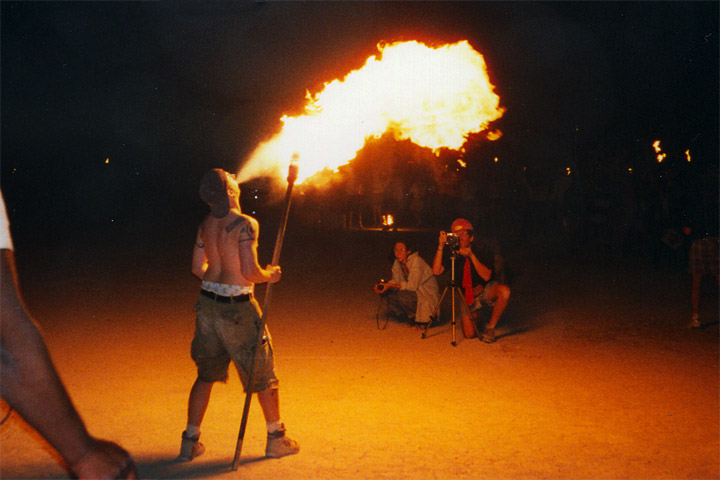
Feuerspucker

Die Bedeutung des Feuers spiegelt sich in zahlreichen Mythen wider, etwa dem der Feuerbringer Prometheus und Huschang oder des Vogels Phönix.
Die alte Religion des persischen Religionsstifters Zarathustra, dessen Anhänger als „Feueranbeter“ bezeichnet wurden, wirkte nachhaltig in die dortige Volkskultur hinein. Auch heute noch lebt diese Religion als Parsismus bzw. Zoroastrismus fort. Viele persische Vornamen nehmen auf das Feuer Bezug.
Der griechische Mathematiker und Ingenieur Heron von Alexandria konstruierte zu kultischen Zwecken eine sich beim Entzünden des Opferfeuers im Tempel automatische sich öffnende Tempeltür.
Die Römer verehrten Vesta, die Göttin und Hüterin des Herdfeuers, mit einem eigenen Frauenkult (den Vestalinnen).
Judentum / Christentum: Im Alten Testament der Bibel sind Feuer, Rauch und Beben Begleiterscheinungen einer Theophanie (Gotteserscheinung, vgl. z. B. 2. Buch Mose, Kapitel 3). Nach dem Zeugnis der Apostelgeschichte zeigte sich der Heilige Geist „in Zungen wie von Feuer“(vgl. Apg. 2 Pfingsten). In der Osternacht wird am Osterfeuer die Osterkerze, Sinnbild der Auferstehung Jesu Christi, entzündet. Der Brauch des Osterfeuers hat vermutlich vorchristliche Wurzeln. Bei Johannes nennt sich Jesus selbst das Licht der Welt. Dem Feuer wird außerdem reinigende Wirkung zugesprochen (siehe auch: Fegefeuer). So wurden in der frühen Neuzeit angebliche Hexen auf dem Scheiterhaufen verbrannt, um ihre sündigen Seelen reinigen zu lassen. In der Apokalypse des Johannes bewirkt Feuer das Ende der Welt.
Im Hinduismus ist Agni, das Feuer, die Verkörperung Gottes, der auf der Erde in Flammenform erscheint. Feuer spielt im Gottesdienst sowie in allen anderen religiösen Riten eine herausragende Rolle: Die populärste tägliche Zeremonie ist das Arati, wo man ein Butterlicht vor dem Altar schwenkt. Das Feueropfer, Yaggya (auch Yajna) genannt, war ursprünglich wahrscheinlich das wichtigste Opferritual, bei dem die Opfergaben in das heilige Feuer geworfen wurden.
Auch heute noch spielt das Feuer im Glaubensleben der Hindus eine wichtige Rolle: Zu bestimmten Anlässen, ganz besonders, wenn es um Reinigungszeremonien wie Einweihung von Wohnungen, Geschäften oder dergleichen geht, entzündet der Priester unter Gebeten rituell das heilige Feuer. Im Feueropfer, heute auch Homa oder Havan genannt, verehrt er Agni. Bei einer Wohnungseinweihung etwa trägt der Priester oder der Besitzer anschließend die Schüssel mit dem glimmenden Feuer segnend durch die Räume. Besonders bei allen hinduistischen Sakramenten ist immer die lebendige Anwesenheit des Göttlichen in seiner Flammenform notwendig: Ein hinduistisches Paar schließt die Ehe, indem es gemeinsam siebenmal um das Feuer herumgeht.
In manchen ethnischen Religionen gibt es einen Feuergeist oder mehrere Feuergeister. Im finnischen Epos Kalevala spielt der Raub der Feuermühle Sampo aus dem „Nordort“ (Pohjola) eine bedeutende Rolle, nach der auch die finnische Streichholz-Marke „Sampo“ benannt ist.

## Kategorisierung

### Zweckfeuer/Nutzfeuer
Zweckfeuer ist – im Gegensatz zu Schadfeuer – das beabsichtigte und kontrollierte Feuer, das zum Erwärmen oder Verbrennen von Gegenständen oder anderem gedacht ist, zum Beispiel das Kaminfeuer, Lagerfeuer, Grillfeuer und Schwedenfeuer.
Der Mensch hat schon sehr lange gelernt, das Feuer zu beherrschen, und nutzt es bis heute, zum Teil indirekt in Form des elektrischen Stroms. Aber auch in damit betriebenen Anlagen wird der Begriff Feuer verwendet, zum Beispiel in Befeuerung und Leuchtfeuer. In der Technik bezeichnet man eine technische Vorrichtung, die mithilfe von Feuer Wärme erzeugen soll, als Feuerung. Bei flüssigen oder gasförmigen Brennstoffen kommt meist ein Brenner zum Einsatz.
Dass der unsachgemäße Umgang mit offenem Feuer sehr gefährlich ist, war spätestens im 18. Jahrhundert bekannt. Durch die für auch weitere deutsche Gebiete beispielhafte Gesamtverordnung zur Brandverhütung vom 27. November 1783 im Kurfürstentum Trier erging an die Einwohner gemäß § 11, dass „gleichergestalten das freye und offene Tragen des Feuers aus einem Haus in das andere“ verboten und „die Aufbehaltung der Asche in einem leicht feuerfangendem Geschirr“ nach § 12 strafbar ist.

### Schadfeuer

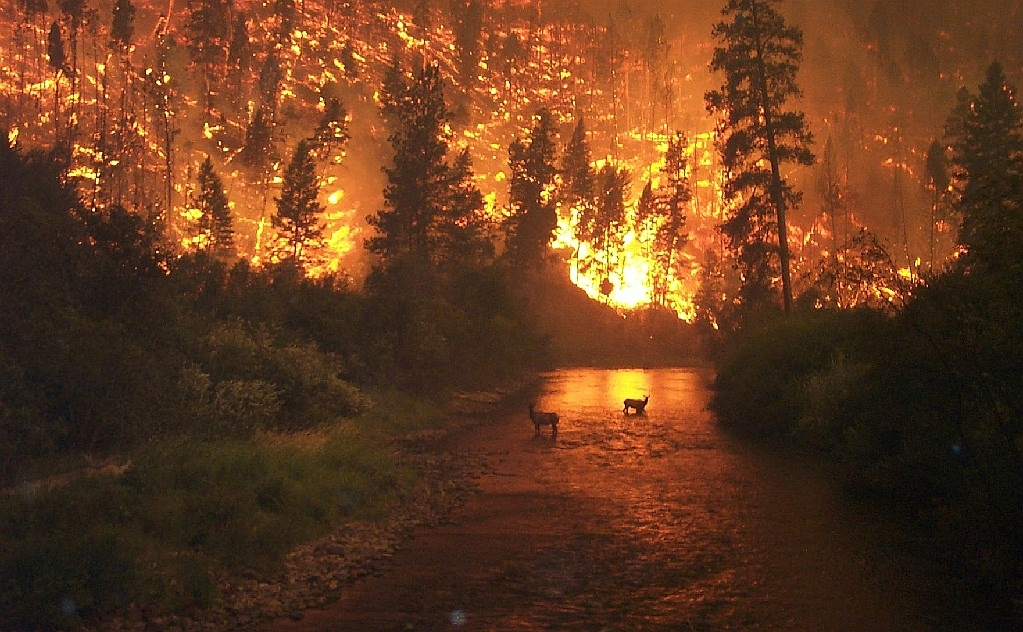
Waldbrand

Das Schadfeuer – auch Brand genannt – ist ein zerstörerisches, meist unbeabsichtigtes Feuer. Es verbrennt ungewollt Gegenstände und ist erst kontrollierbar, nachdem es eingedämmt wurde. Bekämpfung von Schadfeuern ist die originäre Aufgabe der Feuerwehren.
Versicherungen definieren den Begriff Brand üblicherweise als Feuer, welches ohne einen bestimmungsgemäßen Herd entstanden ist oder diesen verlassen hat und sich selbstständig auszubreiten vermag. Bestimmungsgemäßer Herd kann hier jedes Objekt sein, welches dafür bestimmt ist, Hitze (Backofen, Bügeleisen) oder Feuer zu erzeugen. Absichtliche Schadfeuer können durch Pyromanie entstehen.
Mit Hilfe von Brandwaffen kann Feuer im Kampf auch zur gezielten Schädigung eines Gegners genutzt werden.